# Torneo Interbritannico 1970
Il Torneo Interbritannico 1970 fu la settantaquattresima edizione del torneo di calcio conteso tra le Home Nations dell'arcipelago britannico. Il torneo fu vinto congiuntamente da Inghilterra, Scozia e Galles. 

## Risultati
| Data           | Luogo   | Squadra 1        | Risultato | Squadra 2        |
| -------------- | ------- | ---------------- | --------- | ---------------- |
| 18 aprile 1970 | Cardiff | Galles           | 1 - 1     | Inghilterra      |
| 18 aprile 1970 | Belfast | Irlanda del Nord | 0 - 1     | Scozia           |
| 21 aprile 1970 | Londra  | Inghilterra      | 3 - 1     | Irlanda del Nord |
| 22 aprile 1970 | Glasgow | Scozia           | 0 - 0     | Galles           |
| 25 aprile 1970 | Glasgow | Scozia           | 0 - 0     | Inghilterra      |
| 25 aprile 1970 | Swansea | Galles           | 1 - 0     | Irlanda del Nord |

## Classifica
| Pos | Squadra          | Pti | G | V | N | P | GF | GS |
| --- | ---------------- | --- | - | - | - | - | -- | -- |
| 1   | Inghilterra      | 4   | 3 | 1 | 2 | 0 | 4  | 2  |
| 1   | Galles           | 4   | 3 | 1 | 2 | 0 | 2  | 1  |
| 1   | Scozia           | 4   | 3 | 1 | 2 | 0 | 1  | 0  |
| 4   | Irlanda del Nord | 0   | 3 | 0 | 0 | 3 | 1  | 5  |

## Vincitori
| Campioni 1970 Inghilterra |

| Galles |

| Scozia |